# Txomin San Sebastian Murua
Txomin San Sebastian Murua (Astigarraga, 9 de gener de 1886 - Hernani, 21 de desembre de 1964) va ser un escriptor i pensador basc.

## Trajectòria

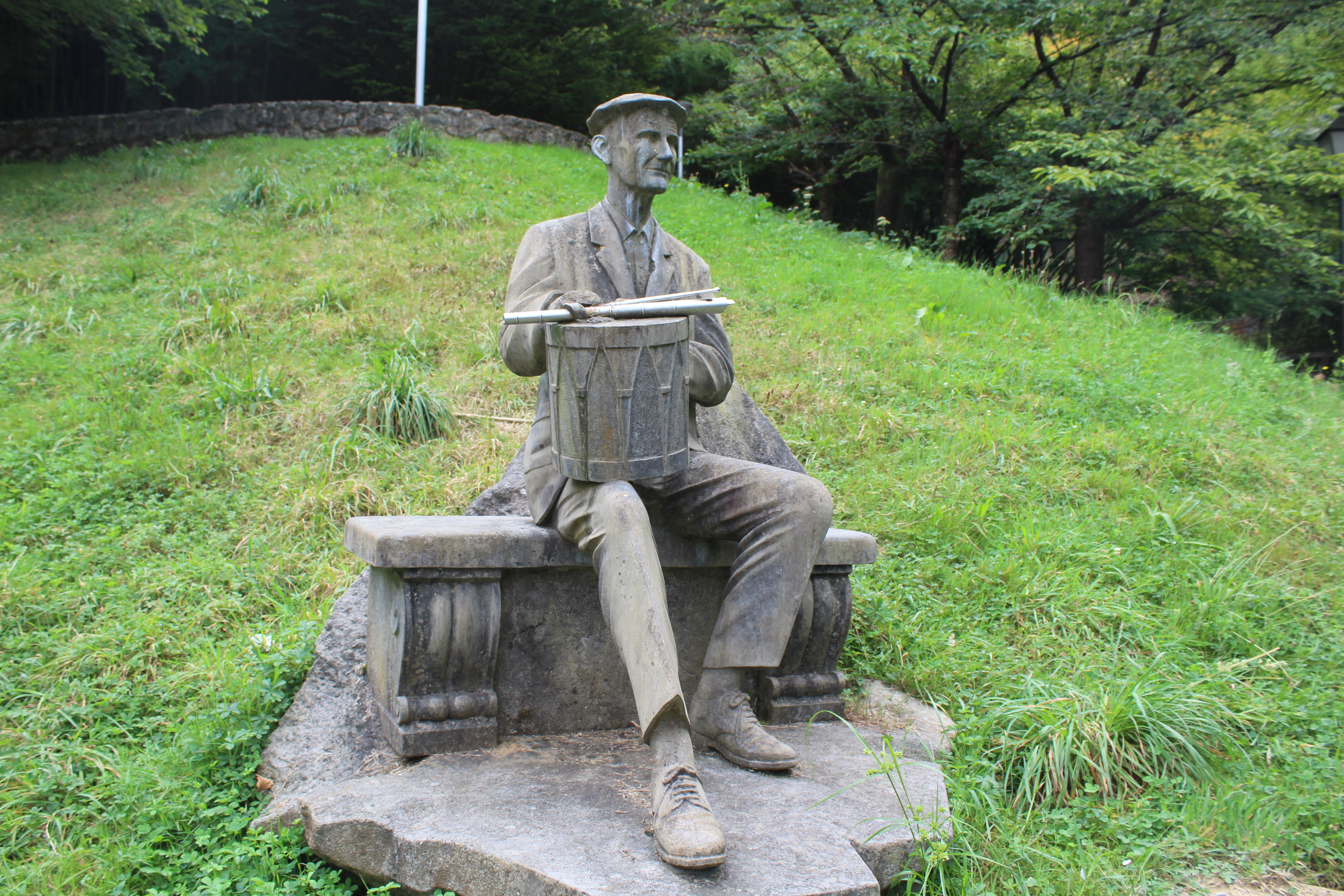
Escultura en honor de Txomin Sant Sebastià a Astigarraga.

El 9 de gener de 1886 va néixer a la casa Gorrane, a Astigarraga. Fins que va haver d'anar a l'Àfrica a complir amb el servei militar, va treballar amb el seu pare al taller d'espardenyes. Quan va tornar, va començar a treballar de sagristà. Amb l'ajuda del seu amic Inazio Eizmendi (Basarri), va escriure sota el pseudònim de «Txadonzai» ("Guardià de l'església") a mitjans com Euzkadi, El Día i Argia, en basc i en castellà.
Com a músic, componia cançons i tocava el txistu i l'òrgan a Astigarraga. Podia parlar quatre idiomes: basc, castellà, francès i llatí. Va ser membre del jurat en concursos de fandango i arin-arin, essent expert en llengua basca i txistu. Arturo Campión Jaimebon el va anomenar «el petit filòsof d'Astigarraga» per la seva curiositat i preocupació per la cultura i l'art. Va visitar diverses vegades Eusko Ikaskuntza per demanar explicacions i interpretacions dels articles publicats a la Revista Internacional de Estudios Vascos.
Durant la Guerra del 36, una denúncia pel fet de ser un dels fundadors del Consell d'Astigarraga el va portar a la presó d'Ondarreta durant diversos mesos. Després de la mort de la seva dona, va viure a Hernani, tot i que va continuar tocant el txistu a Astigarraga durant festivals i celebracions. Va morir el 21 de desembre de 1964 a Hernani als 78 anys. L'Ajuntament d'Astigarraga el va declarar fill predilecte el 19 d'octubre del 2001.